# Папурови
Папуровите (Typhaceae) са семейство покритосеменни растения от разред Poales.

## Класификация
Семейство папурови включва 51 познати вида, разпределени в два рода:
Семейство Папурови
- Род Typha L., 1753 – Папур
- Род Sparganium L., 1753